# 栾庄乡
栾庄乡，是中华人民共和国河北省张家口涿鹿县下辖的一个乡镇级行政单位。

## 行政区划
栾庄乡下辖以下地区：
黄土坡村、杜家窊村、唐家窊村、养田庄村、李家窑村、胥家窑村、泉子沟村、上井沟村、下井沟村、陈家窑村、栾庄村、好地窊村、赵庄村、小矾山村和青山口村。